# Tōru Takagiwa
Tōru Takagiwa (jap. 高木和 徹, Takagiwa Tōru; * 15. April 1995 in Nogi, Präfektur Tochigi) ist ein japanischer Fußballspieler.

## Karriere
Tōru Takagiwa erlernte das Fußballspielen in den Schulmannschaften der Nogi School und der Verdy Soccer School Oyama sowie in der Jugendmannschaft von Shimizu S-Pulse. Hier unterschrieb er 2014 auch seinen ersten Profivertrag. Der Verein aus Shimizu spielte in der höchsten Liga des Landes, der J1 League. Von 2014 bis 2015 spielte er 14-mal in der J.League U-22 Selection. Diese Mannschaft, die in der dritten Liga, der J3 League, spielte, setzte sich aus den besten Nachwuchsspielern der höherklassigen Vereine zusammen. Das Team wurde mit Blick auf die Olympischen Sommerspiele 2016 in Rio de Janeiro gegründet. Die Auswahl der Spieler erfolgte auf wöchentlicher Basis aus einem Pool, für den jeder Verein förderungswürdige Talente benennen konnte; die Zusammensetzung der Mannschaft variierte daher sehr stark von Spiel zu Spiel. Ende 2015 musste er mit dem Klub den Weg in die Zweitklassigkeit antreten. 2016 wurde er mit Shimizu Vizemeister der J2 und stieg direkt wieder in die erste Liga auf. Von März 2018 bis Januar 2019 wurde er an den Zweitligisten JEF United Ichihara Chiba nach Ichihara ausgeliehen. Anfang 2020 wechselte er auf Leihbasis zum Zweitligisten V-Varen Nagasaki. Für den Klub aus Nagasaki bestritt er 21 Zweitligaspiele. Nach Vertragsende bei Shimizu S-Pulse unterschrieb er am 1. Februar 2022 einen Vertrag beim Zweitligisten Tokyo Verdy. 2022 stand er 15-mal für Verdy zwischen den Pfosten. Am 1. Februar 2023 wechselte er auf Leihbasis zum Zweitligaaufsteiger Iwaki FC. Für den Verein aus Iwaki bestritt er 25 Ligaspiele. Nach Vertragsende bei Verdy wechselte er im Februar 2024 zum Zweitligisten JEF United Ichihara Chiba. Hier stand er eine Spielzeit unter Vertrag. Im Januar 2025 wechstlte er zum ebenfalls in der zweiten Liga spielenden FC Imabari.

## Erfolge
Shimizu S-Pulse
- Japanischer Zweitligavizemeister: 2016  ▲